# Mali Volhovec
Mali Volhovec (ruski: Малый Волховец) je desni (istočni) rukavac rijeke Volhova u Rusiji.
Odvaja se od Volhova blizu njegova izvorišta u Iljmenskom jezeru i mimoilazeći grad Veliki Novgorod.
Dug je 17 km.
Rijeka Višera, jedna od glavnih pritoka rijeke Volhova, ulijeva se u Mali Volhovec.

## Vanjske poveznice
|  | Zajednički poslužitelj ima još gradiva o temi Mali Volhovec |